# Saint Augustine

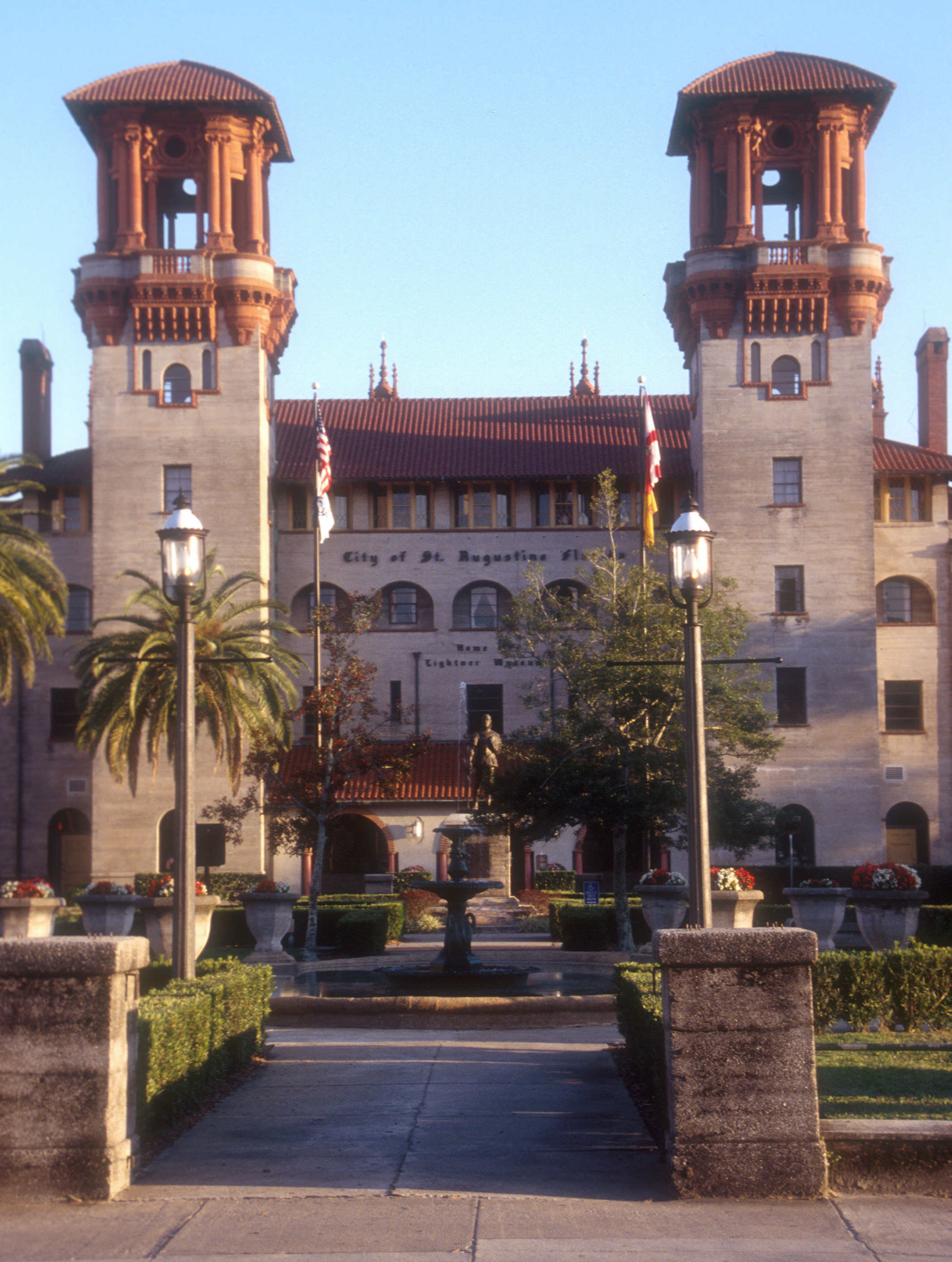
Muzeum Lightnera i Ratusz

Saint Augustine, St. Augustine (hiszp. San Agustín) – miasto w Stanach Zjednoczonych, w stanie Floryda, siedziba hrabstwa St. Johns. W 2022 roku miasto zamieszkiwało ponad 15 tys. mieszkańców. Jest częścią obszaru metropolitalnego – Greater Jacksonville. Zostało założone w roku 1565. Jest to najstarsza europejska osada w kontynentalnej części USA i najstarsze miasto Stanów Zjednoczonych. Przez 235 lat była to polityczna i militarna stolica hiszpańskiej prowincji Floryda.
Ważny ośrodek turystyczny, z licznymi wąskimi brukowanymi uliczkami, kolonialną architekturą, zabytkami i budynkami w stylu neoromańskim. Castillo de San Marcos, to najstarszy murowany fort w kontynentalnej części Stanów Zjednoczonych.

## Historia
Wiosną 1513 hiszpański podróżnik, gubernator ówczesnego Portoryko – Juan Ponce de León przybył na ten teren jako pierwszy i objął go w imieniu hiszpańskiej korony. W miejscu przybycia odkrywcy znajduje się obecnie Fountain of Youth Archaeological Park.
Miasto, w dniu świętego Augustyna z Hippony tj. 28 sierpnia 1565, założył admirał Pedro Menéndez de Avilés, a  nazwa miasta została nadana na cześć świętego. Król Filip II mianował Avilésa zarządcą Florydy.
Miasto atakowali Francuzi, ale dzięki huraganowi atak odparto. W 1586 zostało zaatakowane przez Brytyjczyków, którzy spustoszyli miasto.
W latach 1672–1695 Hiszpanie wybudowali wielką fortecę Castillo de San Marcos, a do budowy użyli skamieniałych muszli małż (był to pierwszy murowany fort w Ameryce).
W 1702 roku Anglicy splądrowali i spalili miasto, jednak nie zdobyli twierdzy.
W 1740 Anglicy ponownie uderzyli, ale nie zdobyli twierdzy. W 1763 Brytyjczycy weszli do miasta na podstawie traktatu pokojowego. Protestantyzm zastąpił katolicyzm.
W 1819 Hiszpania zrzekła się kolonii i oddała ją Stanom Zjednoczonym za pięć milionów dolarów.
W 1888 za ćwierć miliona dolarów został wybudowany hotel (jest siedzibą Flagler College). W XIX w. wybudowano kościoły, hotele i domy milionerów.
W 1963 odbyła się w mieście manifestacja członków Ku Klux Klan. Tu po raz pierwszy został aresztowany Martin Luther King.
Znajduje się tu najstarsza w Ameryce drewniana szkoła. W mieście znajdują się 33 budowle, które wpisane są do Krajowego Rejestru Zabytków.

## Miasta partnerskie
- Avilés, Hiszpania
- Cartagena, Kolumbia
- Minorka, Hiszpania
- Santo Domingo, Dominikana